# Венчурный фонд
Венчурный фонд (англ. venture — рискованное предприятие) — рискованный инвестиционный фонд, ориентированный на работу с инновационными предприятиями и проектами (стартапами). Венчурные фонды осуществляют инвестиции в ценные бумаги или доли предприятий с высокой или относительно высокой степенью риска в ожидании чрезвычайно высокой прибыли. Как правило, 70-80 % проектов не приносят отдачи, но прибыль от оставшихся 20—30 % окупает все убытки.
Особенностью данного вида фондов является законодательное разрешение проводить более рискованную деятельность: отсутствует или резко снижена необходимость диверсификации рисков, им разрешено не только покупать корпоративные права, но и кредитовать компании (например, через покупку векселей). Единственное, что им запрещено, — вкладывать средства в банковскую, страховую, инвестиционную отрасли.
Второй составляющей рынка инвестиций на этапе стартапов являются бизнес-ангелы. Если венчурные фонды, как правило, предпочитают вложения в проекты со средней степенью риска (типичная инвестиция — 1—5 млн долл. в проект), то бизнес-ангелы, в основном, сосредотачивают свою деловую активность на вложения в компании на самой ранней стадии развития (50—300 тыс. дол. в проект) и, как следствие, более рискованных инвестициях.

## Схема работы венчурного фонда
- Инвесторами (участниками) фонда, как правило, являются частные лица, компании, банки, пенсионные фонды. Вклады могут быть внесены не только непосредственно деньгами, но и коммитментами — обещаниями вложить сумму, когда она понадобится.
- Часть денег вносит и венчурная компания, создавшая фонд и управляющая им.
- Первоначально фонд инвестирует в компании, входящие в его портфель (обычно 9—12 компаний). Затем три-семь лет развивает эти компании, участвуя в операционной работе. В конце цикла фонд продаёт свои доли либо через публичное размещение акций, либо через продажу стратегическому инвестору[1].

По мнению Питера Тиля, основателя PayPal и управляющего партнера венчурного фонда Founders Fund, секрет успеха венчурного финансирования состоит в том, что самая удачная инвестиция принесёт не меньше, а зачастую больше доходов, чем остальные инвестиции в совокупности. Следовательно, венчурные фонды должны следовать следующим правилам:
- Во-первых, инвестировать только в компании, потенциал которых позволит им вернуть фонду сумму, сопоставимую с его капиталом.
- Во-вторых, поскольку первое правило задает инвесторам жесткие рамки и отсекает многих возможных кандидатов, которые, несмотря на успешность, могут рассчитывать только на скромную прибыль, никакие другие правила не нужны[2].

Венчурное предприятие (англ. venture company) — предприятие малого бизнеса, занимающееся опытно-конструкторскими разработками или другими наукоёмкими работами, благодаря которым осуществляются рискованные проекты. Венчур бывает внешним и внутренним. Внутренний венчур организуется самими авторами идеи и венчурным предпринимателем. Внешний венчур занимается привлечением средств для осуществления рисковых проектов через пенсионные фонды, средства страховых компаний, накопления населения, средства государства и других инвесторов.
Венчурное финансирование (англ. venture finance) — рисковое предпринимательство, направленное на использование технических и технологических новшеств, научных достижений, ещё не используемых на практике. Такой вид финансирования связан с большим риском неполучения доходов по инвестициям. Венчурным бизнесом чаще всего занимаются малые предприятия, организованные, в основном, при наукоёмких областях производства, разработчиках новых технологий, научных исследований.

## Венчурные фонды, созданные совместно сРоссийской венчурной компанией
Всего в рамках Государственно-частного партнёрства сформировано 7 венчурных фондов. Общий объём этих фондов — 18,983 млрд руб. Фонды сформированы на 10 лет. Формат фондов: Закрытый паевой инвестиционный фонд.
Доля Российской венчурной компании в каждом фонде составляет 49 %. 51 % средства частных инвесторов.
Список фондов, созданных совместно с Российской венчурной компанией
| Название фонда             | Объём фонда      | Управляющая компания             |
| ВТБ-Фонд венчурный         | 3,061 млрд.руб.  | ВТБ Управление активами          |
| Биопроцесс Кэпитал Венчурс | 3 млрд.руб.      | Биопроцесс Кэпитал Партнерс      |
| Максвелл Биотех            | 3,061 млрд. руб. | Максвелл Эссет Менеджмент        |
| Лидер-Инновации            | 3 млрд.руб.      | Лидер                            |
| Тамир Фишман Си Ай Джи     | 2 млрд.руб.      | Инновационные решения            |
| Новые технологии           | 3,061 млрд.руб.  | Альянс РОСНО Управление Активами |
| С-Групп Венчурс            | 1,8 млрд.руб.    | Север Эссет Менеджмент           |

## Региональные венчурные фонды
В рамках Государственно-частного партнёрства сформированы региональные венчурные фонды. Фонды сформированы на 7 лет. Формат фондов: Закрытый паевой инвестиционный фонд.
Структура активов Фондов: 25 % — средства федерального бюджета, 25 % средства бюджета региона и 50 % — вложения частных инвесторов. Управляющие компании Фондов выбраны на конкурсной основе.
Список сформированных фондов:
| Название фонда                                           | Объём фонда   | Управляющая компания             | Примечание |
| -------------------------------------------------------- | ------------- | -------------------------------- | --- |
| 2й венчурный фонд Москвы                                 | 800 млн. руб. | ВТБ Управление активами          | |
| Венчурный фонд Волгоградской области                     | 280 млн. руб. | Фонд прекращен в 2013 году       | |
| Венчурный фонд Воронежской области                       | 280 млн. руб. | ЗАО УК «Сбережения и инвестиции» | паи Фонда предназначены для квалифицированных инвесторов; паи торгуются на ММВБ в Секторе Инновационных и растущих компаний (Сектор ИРК) |
| Венчурный фонд Калужской области                         | 280 млн. руб. | ЗАО УК «Сбережения и инвестиции» | паи Фонда предназначены для квалифицированных инвесторов; паи торгуются на ММВБ в Секторе Инновационных и растущих компаний (Сектор ИРК) |
| Венчурный фонд Краснодарского края                       | 800 млн. руб. | ЗАО УК "Сбережения и инвестиции" | |
| Венчурный фонд Красноярского края                        | 120 млн. руб. | Тройка Диалог                    | |
| Венчурный фонд Москвы                                    | 800 млн. руб. | Альянс РОСНО Управление Активами | |
| Венчурный фонд Московской области                        | 280 млн. руб. | Тройка Диалог                    | |
| Венчурный фонд Нижегородской области                     | 280 млн. руб. | ВТБ Управление активами          | |
| Венчурный фонд Новосибирской области                     | 400 млн. руб. | ЗАО "УК "НИКОР кэпитал партнерз" | |
| Венчурный фонд Пермского края                            | 200 млн. руб. | Альянс РОСНО Управление Активами | |
| Венчурный фонд Республики Башкортостан                   | 400 млн. руб. | ЗАО УК «Сбережения и инвестиции» | паи Фонда предназначены для квалифицированных инвесторов; паи торгуются на ММВБ в Секторе Инновационных и растущих компаний (Сектор ИРК) |
| Венчурный фонд Республики Мордовия                       | 280 млн. руб. | Альянс РОСНО Управление Активами | |
| Венчурный фонд Республики Татарстан                      | 800 млн. руб. | Тройка Диалог                    | |
| Венчурный фонд Республики Татарстан (высоких технологий) | 300 млн. руб. | АК Барс Капитал                  | |
| Венчурный фонд Самарской области                         | 280 млн. руб. | Инвест-менеджмент                | |
| Венчурный фонд Санкт-Петербурга                          | 600 млн. руб. | ВТБ Управление активами          | |
| Венчурный фонд Саратовской области                       | 280 млн. руб. | ВТБ Управление активами          | |
| Венчурный фонд Свердловской области                      | 280 млн. руб. | ЗАО УК "Ермак"                   | |
| Венчурный фонд Томской области                           | 120 млн. руб. | Мономах                          | |
| Венчурный фонд Тюменской области                         | 280 млн. руб  | УНИВЕР Менеджмент                | |
| Венчурный фонд Челябинской области                       | 480 млн. руб. | ЗАО УК «Сбережения и инвестиции» | паи Фонда предназначены для квалифицированных инвесторов; паи торгуются на ММВБ в Секторе Инновационных и растущих компаний (Сектор ИРК) |
| Венчурный фонд Чувашской Республики                      | 280 млн. руб. | НИК Развитие                     | |

Помимо этого, в регионах действуют следующие венчурные фонды:
Государственная некоммерческая организация «Инвестиционно-венчурный фонд Республики Татарстан»

## Венчурные фонды Роснано
В декабре 2009 года ГК «Роснано» приняла решение об участии в двух инвестфондах — в фонде малобюджетных проектов в сфере нанотехнологий и фонде внедрения нанотехнологий в металлургии.
В феврале 2011 года Роснано и «Сбережения и инвестиции» завершили формирование отраслевого закрытого паевого инвестиционного фонда венчурных инвестиций «Наномет», сферой деятельности которого будут инвестиции в проекты внедрения нанотехнологий в металлургической промышленности. Объём фонда составит от 3 до 5 млрд рублей.
В 2010 году Роснано, Казына Капитал Менеджмент (Республика Казахстан), ВТБ Капитал и I2BF Holdings объявили о подписании соглашения о намерениях по созданию российско-казахстанского фонда нанотехнологий. Целевой размер фонда составит $100 млн.